# Мащенко Вадим Сергійович
Вадим Сергійович Мащенко (нар. 26 липня 2000, Україна) — український футболіст, півзахисник київського «Динамо». 

## Кар'єра
Починав грати в ДЮСШ «Олімп» (Старобельськ) і ДЮФШ «Зоря» (Луганськ). Вадим Мащенко є вихованцем академії київського «Динамо». Виступав в командах «Динамо» (Київ) U-19 і U-21. Захищав кольори юнацьких збірних України.
На початку 2021 року на умовах оренди приєднався до одеського «Чорноморця». У складі «моряків» дебютував 5 березня 2021 року у грі чемпіонату України серед команд першої ліги «Чорноморець» (Одеса) — «Авангард» (Краматорськ).